# María Luisa Carcedo
Maria Luisa Carcedo Roces (Santa Bárbara, 30 agosto 1953) è una politica spagnola del Partito Socialista Operaio Spagnolo (PSOE).
Il 12 settembre 2018 è stata designata come ministro Ministero della sanità, del consumo e del benessere sociale dopo le dimissioni di Carmen Montón. Ha mantenuto la carica fino al 13 gennaio 2020, quando è stata sostituita da Salvador Illa.

## Biografia
Carcedo ha una laurea in medicina e chirurgia presso l'Università di Oviedo e un diploma in medicina aziendale. Ha iniziato la sua attività professionale nell'assistenza sanitaria primaria dal 1978 al 1984 e dal 1995 lavora presso il Centro sanitario Natahoyo di Gijón.
Legata al PSOE sin dalla giovane età, ha iniziato ad assumere cariche pubbliche nel 1984 come direttrice dei centri sanitari locali della Valle di Nalon, ufficio dove ha lavorato fino al 1988 quando è stata nominata Direttore Regionale della Sanità Pubblica del Governo delle Asturie.
Alle elezioni regionali del 1991 è stata eletta parlamentare. Dal 1991 al 1995 è stata Assessore Regionale all'Ambiente e all'Urbanistica. 
È stata eletta di nuovo parlamentare alle elezioni regionali del 1995, 1999 e 2003. Inoltre, è stata portavoce del PSOE nel parlamento delle Asturie tra il 1999 e il 2003. Ci si aspettava che continuasse come portavoce nel periodo 2003-2007 ma si è dimessa nel 2003 per partecipare alle elezioni generali del 2004 dove è stata eletta parlamentare spagnola. Ha riconvalidato il suo seggio alle elezioni generali del 2008, ma si è dimessa dopo che il ministro delle Pubbliche Amministrazioni, Elena Salgado, le ha offerto di essere il presidente dell'Agenzia di valutazione e qualità, carica che ha accettato e ricoperto fino alle elezioni generali del 2011, riconvalidando nuovamente la propria sede ma perdendo la carica di Presidente dell'Agenzia dopo il cambio di governo.
Nel settembre 2015 è stata nominata Senatrice dal Parlamento delle Asturie, rinunciando al suo seggio al Congresso ed è stata anche nominata Segretario Generale del Partito Socialista al Senato. È stata nominata nuovamente senatrice dopo le elezioni generali del 2015 e le elezioni generali del 2016. Nel febbraio 2016, è stata una delle scelte dal segretario generale del Partito socialista, Pedro Sánchez, per negoziare con altri gruppi parlamentari nel tentativo di formare un nuovo governo. 
Dopo il Congresso Straordinario del Partito Socialista del 2017 e la rielezione di Pedro Sánchez a Segretario Generale, Carcedo diventa Segretario Esecutivo della Salute del partito.
Con la mozione di sfiducia al governo di Mariano Rajoy del 2018, Pedro Sánchez è diventato Primo Ministro della Spagna e le ha dato la sua fiducia nominandola di nuovo Alto Commissario per la lotta alla povertà infantile, carica che ha ricoperto fino a settembre 2018, quando il ministro della Sanità Carmen Montón si è dimessa e Carcedo è stata promossa a tale carica. Nel gennaio 2020 è stata sostituita da Salvador Illa.